# Островлянка (приток Лидеи)
Островля́нка (бел. Астраўля́нка) — река в Лидском районе Гродненской области Беларуси. Правый приток среднего течения Лидеи в бассейне Немана.
Длина реки составляет 8 км, площадь водосборного бассейна — 44 км².
Островлянка начинается около деревни Горни. Течёт в основном на восток. Русло канализировано на всём протяжении. Впадает в Лидею между деревней Шейбаки и агрогородком Ёдки.
Населённые пункты около реки: Горни, Широкое, Винковцы, Третьяковцы, Шейбаки, Ёдки.